# Antrocephalus australiensis
Antrocephalus australiensis är en stekelart som först beskrevs av Girault 1913.  Antrocephalus australiensis ingår i släktet Antrocephalus och familjen bredlårsteklar. Inga underarter finns listade i Catalogue of Life.